# Kvalifikace na Mistrovství světa ve fotbale 2018 (UEFA) – skupina I
Skupina I kvalifikace na Mistrovství světa ve fotbale 2018 je jednou z 9 evropských kvalifikačních skupin na tento šampionát. Postup na závěrečný turnaj si zajistí vítěz skupiny. Osm nejlepších týmů na druhých místech ze všech skupin bude hrát baráž, zatímco nejhorší tým na druhých místech přímo vypadne.

## Tabulka
| Tým        | Z  | V | R | P | VG | IG | +/- | B  |
| ---------- | -- | - | - | - | -- | -- | --- | -- |
| Island     | 10 | 7 | 1 | 2 | 16 | 7  | +9  | 22 |
| Chorvatsko | 10 | 6 | 2 | 2 | 15 | 4  | +11 | 20 |
| Ukrajina   | 10 | 5 | 2 | 3 | 13 | 9  | +4  | 17 |
| Turecko    | 10 | 4 | 3 | 3 | 14 | 13 | +1  | 15 |
| Finsko     | 10 | 2 | 3 | 5 | 9  | 13 | -4  | 9  |
| Kosovo     | 10 | 0 | 1 | 9 | 3  | 24 | -21 | 1  |

## Zápasy
| 5. září 2016 20:45 (20:45 UTC+2) |                             |                        |                                                                        |
| Chorvatsko                       | 1–1                         | Turecko                | Stadion Maksimir, Záhřeb diváci: 0 rozhodčí: Szymon Marciniak (Polsko) |
| Ivan Rakitić 44' (pen.)          | Report (FIFA) Report (UEFA) | Hakan Çalhanoğlu 45+3' | Stadion Maksimir, Záhřeb diváci: 0 rozhodčí: Szymon Marciniak (Polsko) |

| 5. září 2016 20:45 (21:45 UTC+3) |                             |                          |                                                            |
| Finsko                           | 1–1                         | Kosovo                   | Veritas Stadion, Turku rozhodčí: Ivan Kružliak (Slovensko) |
| Paulus Arajuuri 18'              | Report (FIFA) Report (UEFA) | Valon Berisha 60' (pen.) | Veritas Stadion, Turku rozhodčí: Ivan Kružliak (Slovensko) |

| 5. září 2016 20:45 (21:45 UTC+3) |                             |                       |                                                                                           |
| Ukrajina                         | 1–1                         | Island                | Národní sportovní komplex Olimpijskyj, Kyjev diváci: 0 rozhodčí: Clément Turpin (Francie) |
| Andrij Jarmolenko 41'            | Report (FIFA) Report (UEFA) | Alfreð Finnbogason 6' | Národní sportovní komplex Olimpijskyj, Kyjev diváci: 0 rozhodčí: Clément Turpin (Francie) |

| 6. října 2016 20:45 (18:45 UTC±0)                                 |                             |                               |                                                                                |
| Island                                                            | 3-2                         | Finsko                        | Laugardalsvöllur, Reykjavík diváci: 9.548 rozhodčí: Svein Oddvar Moen (Norsko) |
| Kári Árnason 37' Alfreð Finnbogason 90+1' Ragnar Sigurðsson 90+6' | Report (FIFA) Report (UEFA) | Teemu Pukki 21' Robin Lod 39' | Laugardalsvöllur, Reykjavík diváci: 9.548 rozhodčí: Svein Oddvar Moen (Norsko) |

| 6. října 2016 20:45 (20:45 UTC+2) |                             |                                                                                       | |
| Kosovo                            | 0-6                         | Chorvatsko                                                                            | Loro Boriçi stadion, Skadar (Albánie) diváci: 14,162 rozhodčí: David Fernández Borbalán (Španělsko) |
|                                   | Report (FIFA) Report (UEFA) | Mario Mandžukić 6', 24', 35' Matej Mitrović 68' Ivan Perišić 83' Nikola Kalinić 90+2' | Loro Boriçi stadion, Skadar (Albánie) diváci: 14,162 rozhodčí: David Fernández Borbalán (Španělsko) |

| 6. října 2016 20:45 (21:45 UTC+3)            |                             |                                                |                                                                    |
| Turecko                                      | 2-2                         | Ukrajina                                       | Torku Arena, Konya diváci: 36,714 rozhodčí: Manuel Gräfe (Německo) |
| Ozan Tufan 45+1' Hakan Çalhanoğlu 81' (pen.) | Report (FIFA) Report (UEFA) | Andrij Jarmolenko 24' (pen.) Artjom Kravec 27' | Torku Arena, Konya diváci: 36,714 rozhodčí: Manuel Gräfe (Německo) |

| 9. října 2016 18:00 (19:00 UTC+3) |                             |                     |                                                                          |
| Finsko                            | 0-1                         | Chorvatsko          | Tampere stadion, Tampere diváci: 15,567 rozhodčí: Ruddy Buquet (Francie) |
|                                   | Report (FIFA) Report (UEFA) | Mario Mandžukić 18' | Tampere stadion, Tampere diváci: 15,567 rozhodčí: Ruddy Buquet (Francie) |

| 9. října 2016 18:00 (19:00 UTC+3)                        |                             |        |                                                                                               |
| Ukrajina                                                 | 3-0                         | Kosovo | Maršál Józef Piłsudski stadion, Krakov (Polsko) diváci: 999 rozhodčí: Kevin Blom (Nizožemsko) |
| Artjom Kravec 31' Andrij Jarmolenko 81' Ruslan Rotan 87' | Report (FIFA) Report (UEFA) |        | Maršál Józef Piłsudski stadion, Krakov (Polsko) diváci: 999 rozhodčí: Kevin Blom (Nizožemsko) |

| 9. října 2016 20:45 (18:45 UTC±0)            |                             |         |                                                                               |
| Island                                       | 2-0                         | Turecko | Laugardalsvöllur, Reykjavík diváci: 9,775 rozhodčí: Mark Clattenburg (Anglie) |
| Ömer Toprak 42' (vl.) Alfreð Finnbogason 44' | Report (FIFA) Report (UEFA) |         | Laugardalsvöllur, Reykjavík diváci: 9,775 rozhodčí: Mark Clattenburg (Anglie) |

| 12. listopadu 2016 18:00 (18:00 UTC+1) |                             |        |                                                                       |
| Chorvatsko                             | 2-0                         | Island | Stadion Maksimir, Záhřeb diváci: 0 rozhodčí: Gianluca Rocchi (Itálie) |
| Marcelo Brozović 15', 90+1'            | Report (FIFA) Report (UEFA) |        | Stadion Maksimir, Záhřeb diváci: 0 rozhodčí: Gianluca Rocchi (Itálie) |

| 12. listopadu 2016 18:00 (20:00 UTC+3) |                             |        |                                                                                |
| Turecko                                | 2-0                         | Kosovo | New Antalya Stadium, Antalya diváci: 26,555 rozhodčí: Tamás Bognár (Madžársko) |
| Burak Yılmaz 51' Volkan Şen 55'        | Report (FIFA) Report (UEFA) |        | New Antalya Stadium, Antalya diváci: 26,555 rozhodčí: Tamás Bognár (Madžársko) |

| 12. listopadu 2016 20:45 (21:45 UTC+2) |                             |        |                                                                              |
| Ukrajina                               | 1-0                         | Finsko | Čornomorec stadion, Oděsa diváci: 26,482 rozhodčí: Jorge Sousa (Portugalsko) |
| Artjom Kravec 25'                      | Report (FIFA) Report (UEFA) |        | Čornomorec stadion, Oděsa diváci: 26,482 rozhodčí: Jorge Sousa (Portugalsko) |

| 24. března 2017 20:45 (20:45 UTC+1) |                             |          |                                                                                   |
| Chorvatsko                          | 1-0                         | Ukrajina | Stadion Maksimir, Záhřeb diváci: 27,351 rozhodčí: Antonio Mateu Lahoz (Španělsko) |
| Nikola Kalinić 38'                  | Report (FIFA) Report (UEFA) |          | Stadion Maksimir, Záhřeb diváci: 27,351 rozhodčí: Antonio Mateu Lahoz (Španělsko) |

| 24. března 2017 20:45 (20:45 UTC+1) |                             |                                                            |                                                                                               |
| Kosovo                              | 1-2                         | Island                                                     | Loro Boriçi stadion, Skadar (Albánie) diváci: 6,832 rozhodčí: Artur Soares Dias (Portugalsko) |
| Atdhe Nuhiu 52'                     | Report (FIFA) Report (UEFA) | Björn Bergmann Sigurðarson 25' Gylfi Sigurðsson 35' (pen.) | Loro Boriçi stadion, Skadar (Albánie) diváci: 6,832 rozhodčí: Artur Soares Dias (Portugalsko) |

| 24. března 2017 18:00 (20:00 UTC+3) |                             |        |                                                                                     |
| Turecko                             | 2-0                         | Finsko | New Antalya Stadium, Antalya diváci: 28,990 rozhodčí: Jesús Gil Manzano (Španělsko) |
| Cenk Tosun 9', 13'                  | Report (FIFA) Report (UEFA) |        | New Antalya Stadium, Antalya diváci: 28,990 rozhodčí: Jesús Gil Manzano (Španělsko) |

| 11. června 2017 18:00 (19:00 UTC+3) |                             |                                            |                                                                      |
| Finsko                              | 1-2                         | Ukrajina                                   | Tampere stadion, Tampere diváci: 8,723 rozhodčí: Alon Yefet (Izraél) |
| Joel Pohjanpalo 72'                 | Report (FIFA) Report (UEFA) | Jevhen Konopljanka 51' Artjom Besjedin 75' | Tampere stadion, Tampere diváci: 8,723 rozhodčí: Alon Yefet (Izraél) |

| 11. června 2017 20:45 (18:45 UTC±0) |                             |            |                                                                                          |
| Island                              | 1-0                         | Chorvatsko | Laugardalsvöllur, Reykjavík diváci: 9,775 rozhodčí: Alberto Undiano Mallenco (Španělsko) |
| Hörður Björgvin Magnússon 90'       | Report (FIFA) Report (UEFA) |            | Laugardalsvöllur, Reykjavík diváci: 9,775 rozhodčí: Alberto Undiano Mallenco (Španělsko) |

| 11. června 2017 20:45 (20:45 UTC+2) |                             |                                                                |                                                                                        |
| Kosovo                              | 1-4                         | Turecko                                                        | Loro Boriçi stadion, Skadar (Albánie) diváci: 3,758 rozhodčí: Miroslav Zelinka (Česko) |
| Amir Rrahmani 22'                   | Report (FIFA) Report (UEFA) | Volkan Şen 7' Cengiz Ünder 31' Burak Yılmaz 61' Ozan Tufan 82' | Loro Boriçi stadion, Skadar (Albánie) diváci: 3,758 rozhodčí: Miroslav Zelinka (Česko) |

| 2. září 2017 18:00 (19:00 UTC+3) |                             |        |                                                           |
| Finsko                           | 1-0                         | Island | Tampere stadion, Tampere rozhodčí: Pavel Královec (Česko) |
| Alexander Ring 8'                | Report (FIFA) Report (UEFA) |        | Tampere stadion, Tampere rozhodčí: Pavel Královec (Česko) |

| 2. září 2017 20:45 (21:45 UTC+3) |                             |         |                                                                          |
| Ukrajina                         | 2-0                         | Turecko | Metalist Stadion, Charkov rozhodčí: David Fernández Borbalán (Španělsko) |
| Andrij Jarmolenko 18', 42'       | Report (FIFA) Report (UEFA) |         | Metalist Stadion, Charkov rozhodčí: David Fernández Borbalán (Španělsko) |

| 3. září 2017 14:30 (14:30 UTC+2) |                             |        |                                                                 |
| Chorvatsko                       | 1-0                         | Kosovo | Stadion Maksimir, Záhřeb rozhodčí: Stefan Johannesson (Švédsko) |
| Domagoj Vida 74'                 | Report (FIFA) Report (UEFA) |        | Stadion Maksimir, Záhřeb rozhodčí: Stefan Johannesson (Švédsko) |

| 5. září 2017 20:45 (18:45 UTC±0) |                             |          |                                                               |
| Island                           | 2-0                         | Ukrajina | Laugardalsvöllur, Reykjavík rozhodčí: Willie Collum (Škotsko) |
| Gylfi Sigurdsson 47, 66          | Report (FIFA) Report (UEFA) |          | Laugardalsvöllur, Reykjavík rozhodčí: Willie Collum (Škotsko) |

| 5. září 2017 20:45 (20:45 UTC+2) |                             |                |                                                                                  |
| Kosovo                           | 0-1                         | Finsko         | Loro Boriçi stadion, Skadar (Albánie) rozhodčí: Manuel Schüttengruber (Rakousko) |
|                                  | Report (FIFA) Report (UEFA) | Teemu Pukki 83 | Loro Boriçi stadion, Skadar (Albánie) rozhodčí: Manuel Schüttengruber (Rakousko) |

| 5. září 2017 20:45 (21:45 UTC+3) |                             |            |                                                                      |
| Turecko                          | 1-0                         | Chorvatsko | Novy Eskişehir Stadion, Eskişehir rozhodčí: Viktor Kassai (Maďarsko) |
| Cenk Tosun 75                    | Report (FIFA) Report (UEFA) |            | Novy Eskişehir Stadion, Eskişehir rozhodčí: Viktor Kassai (Maďarsko) |

| 6. října 2017 20:45 (20:45 UTC+2) |                             |                |                                                                 |
| Chorvatsko                        | 1–1                         | Finsko         | Stadion Gradski vrt, Osijek rozhodčí: Daniel Stefanski (Polsko) |
| Mario Mandžukić 57'               | Report (FIFA) Report (UEFA) | Pyry Soiri 90' | Stadion Gradski vrt, Osijek rozhodčí: Daniel Stefanski (Polsko) |

| 6. října 2017 20:45 (20:45 UTC+2) |                             |                                   |                                                                                   |
| Kosovo                            | 0–2                         | Ukrajina                          | Loro Boriçi stadion, Skadar (Albánie) rozhodčí: Craig Pawson (Spojené království) |
|                                   | Report (FIFA) Report (UEFA) | Paqarada 60' (vl.) Yarmolenko 88' | Loro Boriçi stadion, Skadar (Albánie) rozhodčí: Craig Pawson (Spojené království) |

| 6. října 2017 20:45 (21:45 UTC+3) |                             |                                                                   |                                                                       |
| Turecko                           | 0–3                         | Island                                                            | Novy Eskişehir Stadion, Eskişehir rozhodčí: Szymon Marciniak (Polsko) |
|                                   | Report (FIFA) Report (UEFA) | Jóhann Berg Guðmundsson 32' Birkir Bjarnason 39' Kári Árnason 50' | Novy Eskişehir Stadion, Eskişehir rozhodčí: Szymon Marciniak (Polsko) |

| 9. října 2017 20:45 (21:45 UTC+3)       |                             |                     |                                                           |
| Finsko                                  | 2–2                         | Turecko             | Veritas Stadion, Turku rozhodčí: Benoît Bastien (Francie) |
| Paulus Arajuuri 76' Joel Pohjanpalo 88' | Report (FIFA) Report (UEFA) | Cenk Tosun 57', 83' | Veritas Stadion, Turku rozhodčí: Benoît Bastien (Francie) |

| 9. října 2017 20:45 (18:45 UTC±0)                |                             |        |                                                                 |
| Island                                           | 2–0                         | Kosovo | Laugardalsvöllur, Reykjavík rozhodčí: Harald Lechner (Rakousko) |
| Gylfi Sigurðsson 40' Jóhann Berg Guðmundsson 68' | Report (FIFA) Report (UEFA) |        | Laugardalsvöllur, Reykjavík rozhodčí: Harald Lechner (Rakousko) |

| 9. října 2017 20:45 (21:45 UTC+3) |                             |                          |                                                                              |
| Ukrajina                          | 0–2                         | Chorvatsko               | Národní sportovní komplex Olimpijskyj, Kyjev rozhodčí: Felix Brych (Německo) |
|                                   | Report (FIFA) Report (UEFA) | Andrej Kramarić 62', 70' | Národní sportovní komplex Olimpijskyj, Kyjev rozhodčí: Felix Brych (Německo) |